# Скотт-Эллис, Джон, 9-й барон Говард де Уолден
Джон Осмаэль Скотт-Эллис, 9-й барон Говард де Уолден, 5-й барон Сифорд (англ. John Osmael Scott-Ellis, 9th Baron Howard de Walden, 5th Baron Seaford; 27 ноября 1912 — 10 июля 1999) — британский лорд, землевладелец, меценат, конник и организатор скачек в Великобритании.

## Биография
Сын Томаса Скотт-Эллиса, 8-го барона Говарда де Уолдена, и Маргариты ван Раальте. Учился в Итонском колледже. Изображён вместе со своими родителями и сёстрами на картине Джона Лавери «Семья Говарда де Уолдена». Унаследовал замок Дин в городе Килмарнок, Ист-Эршир, Шотландия, который передал городу Килмарнок в 1975 году вместе с отцовской коллекцией оружия и доспехов и дедовской коллекцией музыкальных инструментов.
В 1931 году Скотт-Эллис переехал в Мюнхен, где купил автомобиль. Как утверждают свидетели, в первый же день Скотт-Эллис чуть не сбил пешехода, коим оказался Адольф Гитлер.
После войны лорд Говард заинтересовался скачками, будучи неплохим конником. В 1958 году он выкупил участок у лорда Эдварда Стэнли в Экснинге около Ньюмаркета. Как член Клуба жокеев, он победил в скачках с барьерами National Hunt благодаря лошади по кличке Ланцарот. В 1985 году на классических скачках в Дерби победила лошадь по кличке Слип Энчор. В 1979 и 1980 годах на европейских соревнованиях победил ещё один скакун лорда Говарда, Крис, ставший лучшим скакуном Великобритании в 1985 году.

## Семья
Скотт-Эллис был женат дважды. Первой супругой стала графиня Ирен фон Харрах, на которой он женился в 1934 году. В браке родились четыре дочери: 
- Хэйзел Чернин (наследница, 10-я баронесса Говард де Уолден) (род. 12.08.1935),
- Сьюзан Бухан (род. 6.10.1937),
- Джессика Уайт(род. 6.08.1941),
- Камилла Аклок (род. 1.04.1947)[4][1].

В 1975 году Ирен скончалась, и спустя три года лорд Говард женился на леди Джиллиан Маунтгаррет, которая была моложе на 25 лет.